# كنيسة نوتر دام دي أو

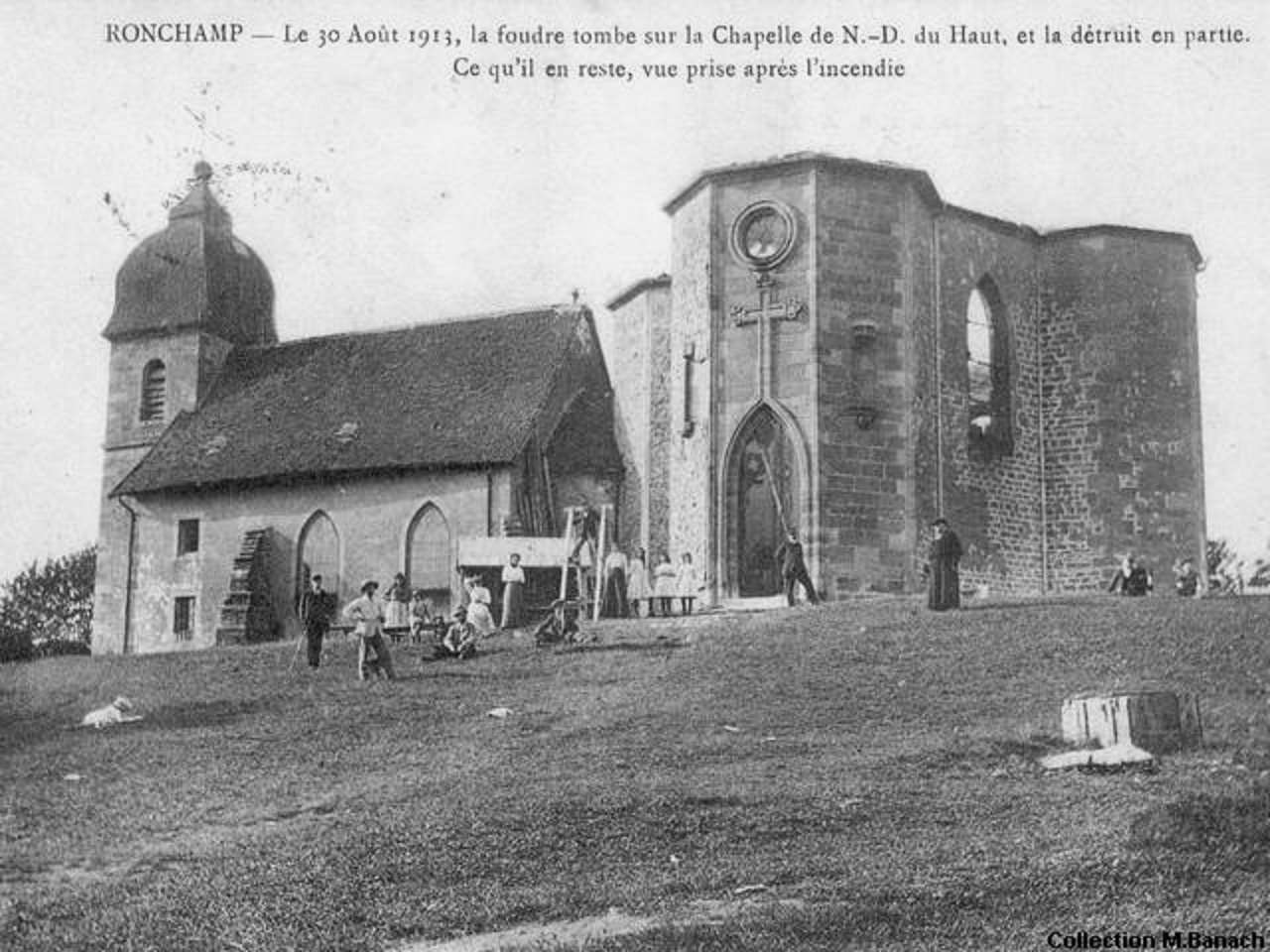
أنقاض الكنيسة من القرن الرابع.

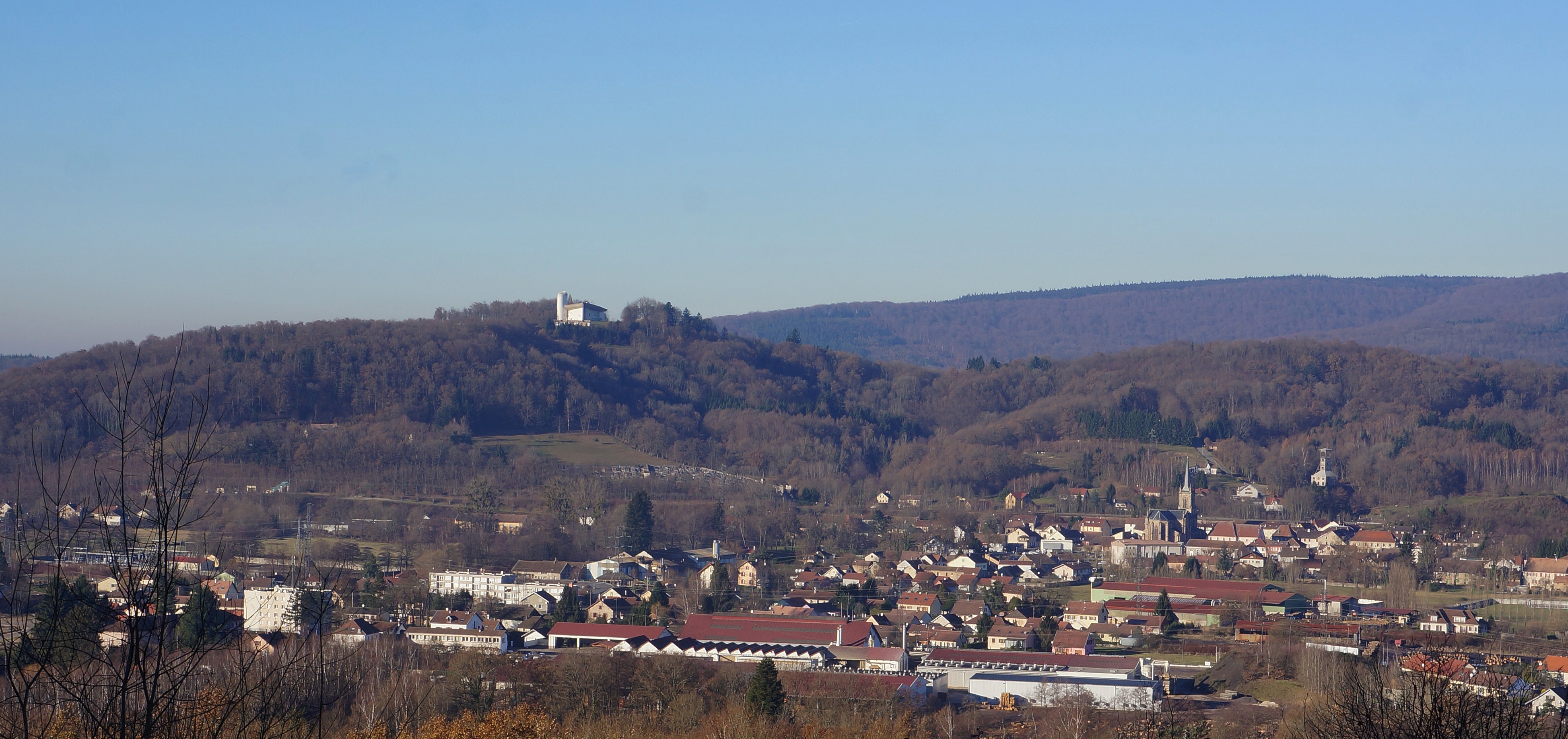
موقع كنيسة نوتر دام دي أو.

كنيسة نوتر دام دي أو أو كنيسة رونشامب (بالفرنسية: Chapelle Notre-Dame-du-Haut de Ronchamp) كنيسة كاثوليكية تقع في بلدة رونشامب في إقليم سون العليا، فرنسا. اكتمل بناؤها عام 1954، وهي من أهم أعمال المعمار الفرنسي - السويسري لو كوربوزييه، ومن أهم معالم العمارة الدينية في القرن العشرين، والتي استخدمت الخرسانة في إنشاءها.

## تاريخ
في عام 1950، كُلِّف لوكوربوزييه بتصميم كنيسة كاثوليكية جديدة لتحل محل الكنيسة السابقة والتي دمرت خلال الحرب العالمية الثانية. وكان موقع رونشامب على مدار التاريخ موقع ديني مقدس يتوافد عليه الناس كعقيدة متجذرة في التقليد الكاثوليكي، ولكن بعد الحرب العالمية الثانية أرادت الكنيسة فراغ معمارى بسيط ونقي، خالى من التفاصيل المسرفة والرموز الدينية المزخرفة وذلك على عكس سابقاتها.

## الهيكل الإنشائي
جدران المبنى سميكة (4 إلى 12 بوصة)، بها تقويس بسيط تمثل طريقة عملية لدعم الخرسانة في عملية البناء والتشييد، فضلا عن السقف المنحني العريض. بالإضافة إلى ذلك فإن الجدران لا تعمل فقط على العناصرالإنشائية التشكيلية، وإنما أيضا بمثابة «مكبرات صوتية» خصوصا كما في حالة الجدار الخارجي الشرقي الذي يعكس الصوت للخارج من المذبح الخارجى.

## وصلات خارجية
- زيارة لكنيسة رونشامب.
- صفحة من موقع مبنى جلنسكي.
- صور لداخل وخارج المبنى. نسخة محفوظة 28 سبتمبر 2007 على موقع واي باك مشين.
- 360° جولة في المبنى